# 山口和夫 (歴史学者)
山口 和夫（やまぐち かずお、1963年 - ）は、日本の歴史学者。専門は日本近世史、日本史学史。東京大学史料編纂所近世史料部門教授。德川記念財団徳川賞受賞。

## 人物・経歴
東京都生まれ。1986年学習院大学文学部史学科卒業。1989年学習院大学大学院人文科学研究科史学専攻博士前期課程修了、文学修士。1991年学習院大学大学院人文科学研究科博士後期課程中退、東京大学史料編纂所近世史料部門助手。1993年歴史学研究会委員。2003年東京大学史料編纂所近世史料部門助教授。2007年東京大学史料編纂所附属画像史料解析センター准教授。2012年名古屋市博物館『豊臣秀吉文書集』編集委員会委員。2018年『近世日本政治史と朝廷』で德川記念財団徳川賞受賞。2019年東京大学史料編纂所近世史料部門教授、学習院大学博士（史学）。2020年越前市教育委員会三田村家・大瀧神社歴史資料調査委員。　

## 著書
- 『近世日本政治史と朝廷』吉川弘文館 2017年